# 比叙比叙埃尔
比叙比叙埃尔（法語：Bussus-Bussuel）是法国皮卡第大区索姆省的一个市镇，属于阿布维尔区阿伊勒欧克洛谢县。该市镇2009年时的人口为297人。

## 人口
比叙比叙埃尔人口变化图示
| 数据来源：INSEE |